# بخش مرکزی شهرستان زیرکوه
بخش مرکزی شهرستان زیرکوه یکی از بخش‌های شهرستان زیرکوه در استان خراسان جنوبی است. مرکز این بخش شهر حاجی‌آباد می‌باشد.

## جمعیت
بنابر سرشماری مرکز آمار ایران، جمعیت بخش مرکزی شهرستان زیر کوه در سال ۱۳۸۵ برابر با ۲۶٫۲۰۳ نفر بوده که از این میزان ۱۶۹۵۱ نفر باسواد بوده‌اند.

## موقعیت جغرافیایی
این بخش در شرق شهرستان قائنات واقع شده‌است و دارای دو دهستان به نامهای دهستان زیرکوه به مرکزیت حاجی‌آباد و دهستان پترگان به مرکزیت شاهرخت می‌باشد. مساحت آن ۶٫۴۲۸ کیلومتر مربع و فاصله مرکز بخش تا مرز ۸۵ کیلومتر است.
این بخش از طریق دهستان پترگان ۱۱۶ کیلومتر مرز مشترک با افغانستان دارد و بازارچه مرزی یزدان در این منطقه واقع است. تمامی مرز مشترک را دشت تشکیل می‌دهد.
از پدیده‌های مهم جغرافیایی این بخش می‌توان از دَقّ پِترِگان نام برد.

## طبیعت و آب و هوا
اقلیم: دشت و کوهستان
جاهای دیدنی:
طبعت زیبای روستای پیشبر،  آبیز
نوع آب‌وهوا: نیمه گرمسیری متوسط
میزان بارندگی: ۱۵۰ میلی‌متر
بیشینهٔ دما: ۳۸ درجه سانتیگراد
کمینهٔ دما: ۱۰- درجه سانتیگراد

## امکانات
آموزش و پرورش :
- کودکستان: ۴ واحد
- دبستانهای دولتی: ۶۴ باب (۳۹۴۸ دانش آموز)
- مدارس راهنمایی: ۱۵ باب (۱۵۹۷ دانش آموز)
- دبیرستان: ۶ باب (۵۶۶ دانش آموز)
- مراکز پیش دانشگاهی: ۲ واحد (۹۹ دانش آموز)

بهداشت ودرمان:
- درمانگاه: ۴ واحد
- داروخانه: ۱ واحد
- خانه بهداشت: ۱۷ واحد

تعداد پزشکان عمومی: ۵ نفر

## فرهنگی - ورزشی
- کتابخانه: ۱ واحد (تعداد کتب: ۳۵۰۰)
- مرکز فرهنگی هنری: ۱ کانون
- مراکز ورزشی: ۶۰۰۰ متر مربع (زمین ورزشی)
- سالن ورزشی: ۲ واحد (حاجی‌آباد - آبیز)

## کشاورزی و دامداری
- سطح زیر کشت آبی: ۱۸۰۰ هکتار
- سطح زیر کشت دیم: ۱۵۰۰ هکتار
- میزان تولید گندم در سال زراعی ۸۱–۸۲: ۵۶۵۵ تن
- تعداد دام موجود: ۱۵۰٫۰۰۰ راس

## صنعت
- تعداد کارگاه صنعتی: صفر
- تعداد شاغلان بخش صنعت: صفر

## راه‌های ارتباطی
- طول راه‌های آسفالته: ۲۳۵ کیلومتر
- طول راه‌های شنی: ۵۶۵ کیلومتر
- طول راه مرزی: ۱۵۱ کیلومتر

## آب
- چاه عمیق: ۸۷ حلقه
- قنات: ۱۴۴ رشته
- چشمه: ۲۵ حلقه
- تعداد مشترکان آبفای شهری: ۱۴۹۰
- تعداد مشترکان آبفای روستایی: ۴۸۸۹

## برق
- تعداد مشترکین شهری: ۱۳۰۰
- تعداد مشترکین روستایی: ۱۰۰۰۰
- مشترکین بخش صنعت و کشاورزی: ۶۶

## مخابرات
- خطوط تلفن شهری: ۲۰۰۰
- خطوط تلفن روستایی: ۱۶۴۷